# Heterothrips xolismae
Heterothrips xolismae är en insektsart som beskrevs av Ian A. Hood 1936. Heterothrips xolismae ingår i släktet Heterothrips och familjen Heterothripidae. Inga underarter finns listade i Catalogue of Life.